# Kristina Maximowna Prokopjewa
Kristina Maximowna Prokopjewa (russisch Кристина Максимовна Прокопьева; * 16. Juli 2000) ist eine russische Skispringerin.

## Werdegang
Kristina Prokopjewa startete international zum ersten Mal am 7. und 8. Juli 2018 in Villach im FIS-Cup, wo sie zweimal den 45. Platz belegte. Nach weiteren FIS-Cup-Wettbewerben debütierte sie zwei Monate später am 15. und 16. September 2018 am Midtstuenbakken in Oslo im Continental Cup, wo sie den 21. und den 29. Rang erreichte und damit direkt ihre ersten Continental-Cup-Punkte holte.
In der Saison 2019/20 erzielte Prokopjewa mit einem fünften und einem zweiten Platz beim ersten Continental-Cup-Wettbewerb des Sommers 2019 am 13. und 14. Juli 2019 im kasachischen Schtschutschinsk ihre bis dahin besten Continental-Cup-Platzierungen sowie ihren ersten Podestplatz im Continental-Cup.

## Statistik

### Continental-Cup-Platzierungen
| Saison  | Platz | Punkte |
| ------- | ----- | ------ |
| 2018/19 | 57.   | 020    |